# Grenoble
Grenoble là tỉnh lỵ của tỉnh Isère, thuộc vùng hành chính Auvergne-Rhône-Alpes của nước Pháp, có dân số là 158.000 người (thời điểm 2005). Grenoble đã tổ chức thế vận hội mùa đông năm 1968
Đây là thành phố ở đông nam nước Pháp, dưới chân dãy Alps của Pháp, nơi sông Drac nối Isère. Grenoble là thủ phủ của Isère và đóng vai trò của một trung tâm khoa học quan trọng của châu Âu. Thành phố quảng cáo chính nó như là "Thủ phủ của Alps", do kích thước của nó và gần với các ngọn núi.
Lịch sử của Grenoble đã có từ hơn 2.000 năm, đến thời điểm đó là một làng nhỏ ở xứ Gallic. Nó đã đạt được phần nào bằng cách trở thành thủ đô của Dauphiné vào thế kỷ 11, nhưng Grenoble vẫn là phần lớn lịch sử của một thành phố nghị viện và quân phiệt khiêm tốn trên biên giới nước Pháp.
Phát triển công nghiệp đã tăng cường sự nổi bật của Grenoble, thông qua nhiều giai đoạn mở rộng kinh tế trong ba thế kỷ qua. Điều này bắt đầu với ngành công nghiệp găng tay đang phát triển trong thế kỷ 18 và 19, tiếp tục với sự phát triển của một ngành công nghiệp thủy điện mạnh mẽ vào cuối thế kỷ 19 đến đầu thế kỷ XX, và kết thúc với sự bùng nổ kinh tế thế kỷ thứ II tượng trưng bởi sự nắm giữ của X Thế vận hội Olympic mùa đông năm 1968. Thành phố này đã trở thành một trong những trung tâm nghiên cứu, công nghệ và đổi mới quan trọng nhất của châu Âu, với dân cư thứ năm làm việc trực tiếp trong các lĩnh vực này.
Dân số của thành phố (công xã) Grenoble là 160.215 người tại cuộc điều tra dân số năm 2013, trong khi dân số khu vực đô thị Grenoble (Pháp: aire urbaine de Grenoble hoặc "agglomération grenobloise") là 664.832 người. Các cư dân của thành phố được gọi là "Grenoblois".
Nhiều xã thuộc vùng đô thị bao gồm ba khu ngoại ô với dân số trên 20.000, Saint-Martin-d'Hères, Échirolles, and Fontaine.

## Địa lý

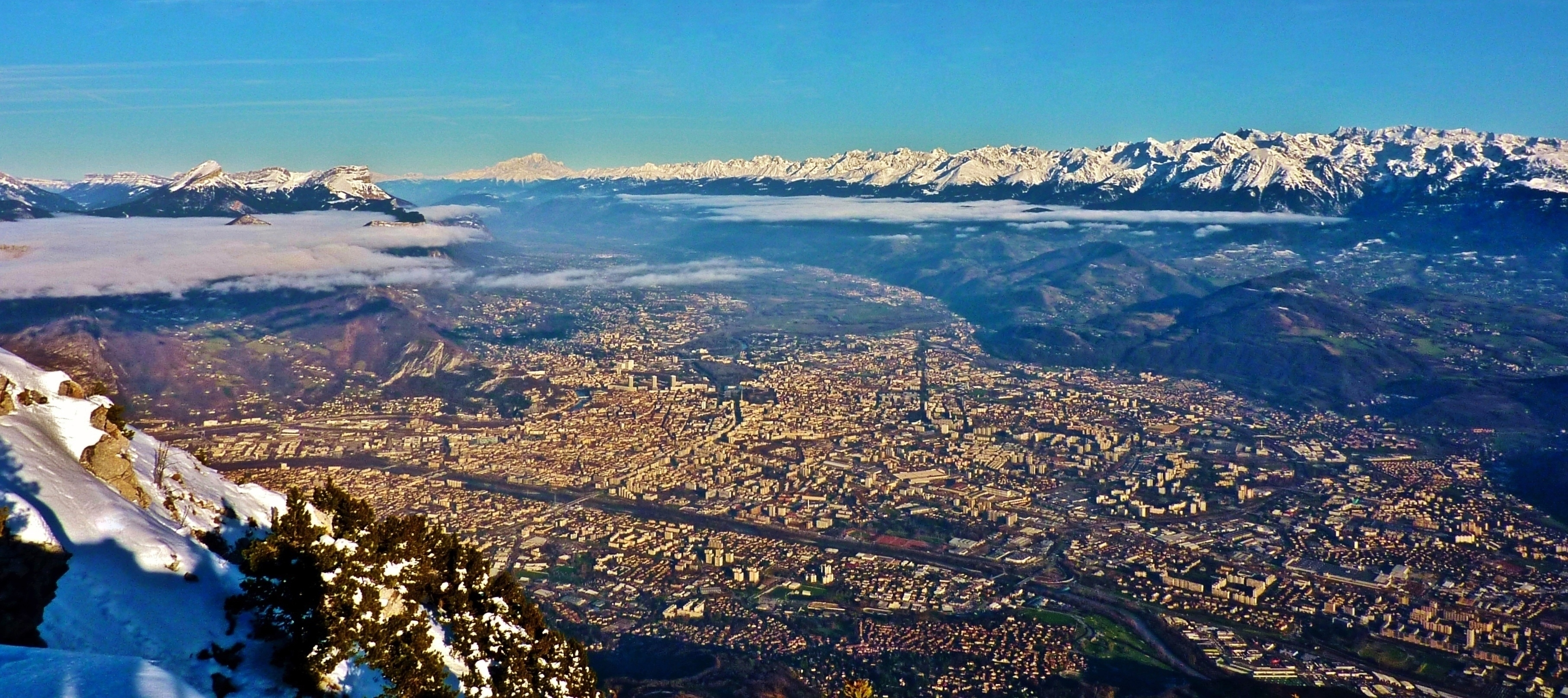
Grenoble với Dauphiné Alps

Grenoble được bao quanh bởi những ngọn núi. Phía bắc là Chartreuse, phía Nam và phía tây Vercors, và phía đông dãy Belledonne. Grenoble được coi là thủ phủ của dãy núi Alps của Pháp.
Ngoại trừ một vài nhà ở trên dốc của ngọn đồi Bastille, Grenoble chỉ được xây dựng trên đồng bằng phù sa sông Isère và Drac ở độ cao 214 mét (702 ft). Kết quả là bản thân thành phố rất dè dặt. Các môn thể thao trên núi là điểm thu hút khách du lịch quan trọng trong mùa hè và mùa đông. Hai mươi khu nghỉ mát trượt tuyết lớn nhỏ bao quanh thành phố, nơi gần nhất là Le Sappey-en-Chartreuse, cách đó khoảng 15 phút lái xe.
Về mặt lịch sử, cả Grenoble và các vùng lân cận đều là các khu công nghiệp nặng và khai thác mỏ. Các nhà máy và nhà máy bị bỏ rơi có thể được tìm thấy ở các thị trấn nhỏ và làng mạc, và một số đã được chuyển đổi sang các điểm tham quan du lịch, chẳng hạn như mỏ than ở La Mure.

## Khí hậu
| Dữ liệu khí hậu của Grenoble-St Geoirs (1981–2010)       | Dữ liệu khí hậu của Grenoble-St Geoirs (1981–2010) | Dữ liệu khí hậu của Grenoble-St Geoirs (1981–2010) | Dữ liệu khí hậu của Grenoble-St Geoirs (1981–2010) | Dữ liệu khí hậu của Grenoble-St Geoirs (1981–2010) | Dữ liệu khí hậu của Grenoble-St Geoirs (1981–2010) | Dữ liệu khí hậu của Grenoble-St Geoirs (1981–2010) | Dữ liệu khí hậu của Grenoble-St Geoirs (1981–2010) | Dữ liệu khí hậu của Grenoble-St Geoirs (1981–2010) | Dữ liệu khí hậu của Grenoble-St Geoirs (1981–2010) | Dữ liệu khí hậu của Grenoble-St Geoirs (1981–2010) | Dữ liệu khí hậu của Grenoble-St Geoirs (1981–2010) | Dữ liệu khí hậu của Grenoble-St Geoirs (1981–2010) | Dữ liệu khí hậu của Grenoble-St Geoirs (1981–2010) |
| Tháng                                                    | 1                                                  | 2                                                  | 3                                                  | 4                                                  | 5                                                  | 6                                                  | 7                                                  | 8                                                  | 9                                                  | 10                                                 | 11                                                 | 12                                                 | Năm                                                |
| -------------------------------------------------------- | -------------------------------------------------- | -------------------------------------------------- | -------------------------------------------------- | -------------------------------------------------- | -------------------------------------------------- | -------------------------------------------------- | -------------------------------------------------- | -------------------------------------------------- | -------------------------------------------------- | -------------------------------------------------- | -------------------------------------------------- | -------------------------------------------------- | -------------------------------------------------- |
| Cao kỉ lục °C (°F)                                       | 17.3 (63.1)                                        | 20.7 (69.3)                                        | 25.3 (77.5)                                        | 28.0 (82.4)                                        | 31.3 (88.3)                                        | 37.0 (98.6)                                        | 38.3 (100.9)                                       | 39.5 (103.1)                                       | 33.6 (92.5)                                        | 28.1 (82.6)                                        | 24.8 (76.6)                                        | 19.5 (67.1)                                        | 39.5 (103.1)                                       |
| Trung bình ngày tối đa °C (°F)                           | 5.9 (42.6)                                         | 7.8 (46.0)                                         | 12.0 (53.6)                                        | 15.3 (59.5)                                        | 19.9 (67.8)                                        | 23.8 (74.8)                                        | 26.9 (80.4)                                        | 26.4 (79.5)                                        | 21.8 (71.2)                                        | 16.9 (62.4)                                        | 10.2 (50.4)                                        | 6.4 (43.5)                                         | 16.2 (61.2)                                        |
| Tối thiểu trung bình ngày °C (°F)                        | −1.2 (29.8)                                        | −0.4 (31.3)                                        | 2.0 (35.6)                                         | 4.4 (39.9)                                         | 8.9 (48.0)                                         | 12.0 (53.6)                                        | 14.2 (57.6)                                        | 14.0 (57.2)                                        | 10.9 (51.6)                                        | 7.8 (46.0)                                         | 2.7 (36.9)                                         | −0.1 (31.8)                                        | 6.3 (43.3)                                         |
| Thấp kỉ lục °C (°F)                                      | −27.1 (−16.8)                                      | −19.4 (−2.9)                                       | −18.2 (−0.8)                                       | −7.9 (17.8)                                        | −2.3 (27.9)                                        | 2.1 (35.8)                                         | 4.8 (40.6)                                         | 3.8 (38.8)                                         | −1.2 (29.8)                                        | −5.3 (22.5)                                        | −10.9 (12.4)                                       | −20.2 (−4.4)                                       | −27.1 (−16.8)                                      |
| Lượng Giáng thủy trung bình mm (inches)                  | 61.3 (2.41)                                        | 51.6 (2.03)                                        | 66.3 (2.61)                                        | 83.0 (3.27)                                        | 104.1 (4.10)                                       | 75.2 (2.96)                                        | 59.3 (2.33)                                        | 67.2 (2.65)                                        | 105.7 (4.16)                                       | 105.8 (4.17)                                       | 87.7 (3.45)                                        | 67.1 (2.64)                                        | 934.3 (36.78)                                      |
| Số ngày giáng thủy trung bình                            | 9.4                                                | 8.0                                                | 9.4                                                | 9.7                                                | 11.0                                               | 8.5                                                | 6.2                                                | 7.4                                                | 7.7                                                | 10.1                                               | 9.6                                                | 9.5                                                | 106.4                                              |
| Số ngày tuyết rơi trung bình                             | 7.7                                                | 6.0                                                | 4.5                                                | 2.1                                                | 0.1                                                | 0.0                                                | 0.0                                                | 0.0                                                | 0.0                                                | 0.1                                                | 2.6                                                | 4.9                                                | 28.0                                               |
| Độ ẩm tương đối trung bình (%)                           | 83                                                 | 80                                                 | 76                                                 | 73                                                 | 75                                                 | 74                                                 | 70                                                 | 72                                                 | 79                                                 | 83                                                 | 84                                                 | 84                                                 | 77.8                                               |
| Số giờ nắng trung bình tháng                             | 95.0                                               | 111.7                                              | 169.8                                              | 183.0                                              | 219.2                                              | 255.4                                              | 289.8                                              | 255.5                                              | 193.1                                              | 137.5                                              | 84.5                                               | 71.6                                               | 2.065,9                                            |
| Nguồn 1: Météo France                                    |                                                    |                                                    |                                                    |                                                    |                                                    |                                                    |                                                    |                                                    |                                                    |                                                    |                                                    |                                                    |                                                    |
| Nguồn 2: Infoclimat.fr (độ ẩm, ngày tuyết rơi 1961–1990) |                                                    |                                                    |                                                    |                                                    |                                                    |                                                    |                                                    |                                                    |                                                    |                                                    |                                                    |                                                    |                                                    |

## Các thành phố kết nghĩa
- Catania (Ý)
- Innsbruck (Áo)
- Essen (Nordrhein-Westfalen, Đức)
- Halle (Sachsen-Anhalt, Đức)
- Chişinău (Moldova)
- Oxford (Vương quốc Liên hiệp Anh và Bắc Ireland)
- Rehovot (Israel)
- Phoenix, Arizona (Hoa Kỳ)
- Pécs (Hungary)
- Kaunas (Litva)
- Sfax (Tunisia)
- Constantine (Algérie)
- Stendal (Sachsen-Anhalt, Đức)
- Corato (Ý)

## Những người con của thành phố
- André the Giant, wrestler và là diễn viên
- Antoine Barnave, chính trị gia trong thời gian của Cách mạng Pháp
- Stendhal, nhà văn
- Étienne Bonnot de Condillac, linh mục, triết gia
- Alfred de Bougy, nhà văn
- Henri Fantin-Latour, họa sĩ
- Franz Regis Clet
- Miss Kittin, nữ ca sĩ
- Perrine Pelen, nữ vận động viên trượt tuyết
- Jacques-Louis Randon, tướng quân đội, chính khách, thống chế của Pháp
- Julien Robert, vận động viên biathlon, đoạt huy chương Thế vận hội
- Ralph Peter Steitz, ca sĩ
- Emmanuel Mounier, triết gia, người sáng lập báo Esprit